# Kabinett Stratmann
Das Kabinett Stratmann bildete vom 15. Mai 1945 bis zum 17. Juni 1945 die von der westalliierten Militärverwaltung eingesetzte Landesregierung im von amerikanischen und britischen Truppen besetzten westlichen Teil von Mecklenburg. Im sowjetisch besetzten Teil Mecklenburgs wurden bis zur Übergabe des westlichen Landesteils Anfang Juli 1945 an die Sowjetunion keine Regierungsstrukturen geschaffen.

## Mitglieder
| Amt                                                       | Name                              |
| --------------------------------------------------------- | --------------------------------- |
| Staatsminister                                            | Friedrich Stratmann               |
| Hauptverwaltung, Abteilung Finanzen                       | Max Suhrbier                      |
| Abteilung Inneres Verwaltung (kommissarisch) Volksbildung | Reinhold Lobedanz                 |
| Abteilung Hochbauwesen                                    | Hermann Oeding                    |
| Abteilung Landwirtschaft und Forsten                      | Wilhelm Krasemann                 |
| Abteilung Landeswirtschaftsamt                            | Ulrich Wegener                    |
| Abteilung Landesernährungsamt                             | Otto Heinrich Wilhelm Karl Möller |
| Abteilung Landesarbeitsamt, ab 11. Juni 1945              | Carl Moltmann                     |